# Eburia terroni
Eburia terroni är en skalbaggsart som beskrevs av Noguera 2002. Eburia terroni ingår i släktet Eburia och familjen långhorningar. Inga underarter finns listade i Catalogue of Life.